# Gladak Anyar
Gladak Anyar is een bestuurslaag in het regentschap Pamekasan van de provincie Oost-Java, Indonesië. Gladak Anyar telt 10.004 inwoners (volkstelling 2010).